# Горски котар
Горски котар (на хърватски: Gorski kotar) е планински район в Северна Хърватия.
Около 63% от площта му е покрита с гори. Това е основната причина той да бъде наричан Хърватска Швейцария.

## География
Горски котар е разположен на територията на две съвременни жупании – Приморско-горанска жупания на запад и Карловацка жупания на изток. Почти изцяло е покрит от ниски залесени планински масиви. Най-високите му върхове са Белолашица (1534 m) и Велики Рисняк (1528 m). Заема площ от около 1300 km².
На запад от Горски котар се намират Адриатическо море и град Риека, на изток е долината на река Купа и град Карловац. На север районът граничи със Словения, а на юг преминава в областта Лика и планинския масив Велебит.
Най-големите населени места в региона са Делнице, Чабар, Бакар, Равна гора и Врбовско. Населението на района наброява около 28 000 души. Мнозинството е представено от хървати. В този малък район могат да се чуят 3-те основни диалекни форми на хърватския език. В гр. Врбовско е концентрирана значителна част от сръбското малцинство.
В Горски котар се намира и национален парк „Рисняк“.

## История
Първите известни жители на ройона са илирите, които постепенно са подчинени на Римската империя.
През 6 век в района започват да се заселват славяни. През 12 век Горски котар става владение на династията Франкопан. Това са знатни и богати местни князе, които по време на своето владичество основават множество населени места и развиват района. През 15 век в близост достигат османските войски. Това е причината през този период активно да се изграждат нови и да се укрепват наличните крепости. В същия период се наблюдава усилена миграция на славяни от завладените от турците земи.
През 16 век Горски котар преминава във владение на друга фамилия – Зрински. На границата между 17-и и 18 век влиза в състава на Австрийската империя. В периода на Наполеоновите войни Горски котар е включен в Илирийските провинции на нарастващата Френска империя. След краха на Наполеон той отново се оказва в ръцете на Хабсбургите.
След Първата световна война Горски котар влиза в състава на Кралството на сърби, хървати и словенци, по-късно и Кралство Югославия. През Втората световна война районът е поделен между Италия и Независимата хърватска държава (1941 – 1944). Населението му взима активно участие в антифашистката борба. В района са действали партизански отряди.
След разпада на Югославия през 1991 г. Горски котар става част от съвременна Хърватия.